# 피 리지 데이
헨리 클라이드 데이(영어: Henry Clyde Day, 1899년 8월 26일~1934년 3월 21일)는 미국의 프로 야구 선수로, 포지션은 투수였다. 메이저 리그 베이스볼(MLB)의 세인트루이스 카디널스(1924년~1925년), 신시내티 레즈(1926년), 브루클린 로빈스(1931년)에서 뛰었다.
1933년에 팔 부상으로 소속되어 있던 볼티모어 오리올스에서 방출된 후 수술을 받았으나 예후가 좋지 않았고, 이후 자살을 선택했다.